# Parc éolien de Cedar Creek
Le parc éolien de Cedar Creek est un parc éolien situé dans l'état du Colorado aux États-Unis.